# Lista de livros psicografados por Chico Xavier
Essa é a lista de livros psicografados por Chico Xavier. A partir do ano de 2003 as obras foram publicadas postumamente.
| Ano                        | Título | Autoria atribuída              | Notas                                                                              |   |
| -------------------------- | --- | ------------------------------ | ---------------------------------------------------------------------------------- | - |
| 1932                       | Parnaso de Além-Túmulo                                                                                            | Diversos espíritos             | Primeira obra publicada                                                            |   |
| 1935                       | Cartas de uma Morta                                                                                               | Maria João de Deus             | –                                                                                  |   |
| 1936                       | Palavras do Infinito                                                                                              | Diversos espíritos             | –                                                                                  |   |
| 1937                       | Crônicas de Além-Túmulo                                                                                           | Humberto de Campos             | Primeira obra pelo espírito Humberto de Campos                                     |   |
| 1938                       | Emmanuel | Emmanuel                       | Primeira obra pelo espírito Emmanuel                                               |   |
| 1938                       | Brasil, Coração do Mundo, Pátria do Evangelho                                                                     | Humberto de Campos             | Tiragem de 202.000 exemplares                                                      |   |
| 1939                       | Lira Imortal | Espíritos diversos             | –                                                                                  |   |
| 1939                       | A Caminho da Luz                                                                                                  | Emmanuel                       | Tiragem de 263.000 exemplares                                                      |   |
| 1939                       | Há Dois Mil Anos                                                                                                  | Emmanuel                       | Tiragem de 435.000 exemplares                                                      |   |
| 1940                       | Novas Mensagens                                                                                                   | Humberto de Campos             |                                                                                    |   |
| 1940                       | Cinquenta Anos Depois                                                                                             | Emmanuel                       | Tiragem de 317.000 exemplares                                                      |   |
| 1941                       | Cartas do Evangelho                                                                                               | Casimiro Cunha                 | –                                                                                  |   |
| 1941                       | O Consolador | Emmanuel                       | Tiragem de 218.000 exemplares                                                      |   |
| 1941                       | Boa Nova | Humberto de Campos             | –                                                                                  |   |
| 1941                       | Paulo e Estêvão                                                                                                   | Emmanuel                       | Tiragem de 420.000 exemplares                                                      |   |
| 1943                       | Reportagens de Além-Túmulo                                                                                        | Humberto de Campos             | –                                                                                  |   |
| 1944                       | Renúncia | Emmanuel                       | Tiragem de 311.000 exemplares                                                      |   |
| 1944                       | Nosso Lar | André Luiz                     | Tiragem de 420.000 exemplares                                                      |   |
| 1944                       | Cartilha da Natureza                                                                                              | Casimiro Cunha                 | –                                                                                  |   |
| 1944                       | Os Mensageiros | André Luiz                     | –                                                                                  |   |
| 1945                       | Missionários da Luz                                                                                               | André Luiz                     | Tiragem de 440.000 exemplares                                                      |   |
| 1945                       | Coletânea do Além                                                                                                 | Espíritos diversos             | –                                                                                  |   |
| 1945                       | Lázaro Redivivo                                                                                                   | Irmão X                        | Primeira obra pelo espírito Irmão X, pseudônimo do espírito Humberto de Campos     |   |
| 1946                       | Obreiros da Vida Eterna                                                                                           | André Luiz                     | Tiragem de 290.000 exemplares                                                      |   |
| 1947                       | O Caminho Oculto                                                                                                  | Veneranda                      | –                                                                                  |   |
| 1947                       | Os Filhos do Grande Rei                                                                                           | Veneranda                      | –                                                                                  |   |
| 1947                       | Mensagem do Pequeno Morto                                                                                         | Neio Lúcio                     | –                                                                                  |   |
| 1947                       | História de Maricota                                                                                              | Casimiro Cunha                 | –                                                                                  |   |
| 1947                       | Jardim da Infância                                                                                                | João de Deus                   | –                                                                                  |   |
| 1947                       | Volta Bocage | Manuel Maria Barbosa du Bocage | Autoria atribuída ao poeta português Bocage                                        |   |
| 1947                       | No Mundo Maior | André Luiz                     | Tiragem de 280.000 exemplares                                                      |   |
| 1948                       | Agenda Cristã | André Luiz                     | Tiragem de 470.000 exemplares                                                      |   |
| 1948                       | Luz Acima | Irmão X                        | –                                                                                  |   |
| 1949                       | Voltei | Irmão Jacob                    | Tiragem de 204.000 exemplares                                                      |   |
| 1949                       | Alvorada Cristã                                                                                                   | Neio Lúcio                     | –                                                                                  |   |
| 1949                       | Caminho, Verdade e Vida                                                                                           | Emmanuel                       | Tiragem de 216.000 exemplares                                                      |   |
| 1949                       | Libertação | André Luiz                     | Tiragem de 275.000 exemplares                                                      |   |
| 1950                       | Jesus no Lar | Neio Lúcio                     | Tiragem de 290.000 exemplares                                                      |   |
| 1950                       | Pão Nosso | Emmanuel                       | Tiragem de 262.000 exemplares                                                      |   |
| 1950                       | Nosso Livro | Espíritos diversos             | –                                                                                  |   |
| 1951                       | Pontos e Contos                                                                                                   | Irmão X                        | –                                                                                  |   |
| 1951                       | Falando à Terra                                                                                                   | Espíritos diversos             | –                                                                                  |   |
| 1951                       | Páginas do Coração                                                                                                | Irmã Candoca                   | –                                                                                  |   |
| 1952                       | Vinha de Luz | Emmanuel                       | Tiragem de 215.000 exemplares                                                      |   |
| 1952                       | Pérolas do Além                                                                                                   | Espíritos diversos             | –                                                                                  |   |
| 1952                       | Roteiro | Emmanuel                       | –                                                                                  |   |
| 1952                       | Pai Nosso | Meimei                         | –                                                                                  |   |
| 1952                       | Cartas do Coração                                                                                                 | Espíritos diversos             | –                                                                                  |   |
| 1953                       | Gotas de Luz | Casimiro Cunha                 | –                                                                                  |   |
| 1953                       | Ave, Cristo! | Emmanuel                       | Tiragem de 210.000 exemplares                                                      |   |
| 1954                       | Entre a Terra e o Céu                                                                                             | André Luiz                     | Tiragem de 260.000 exemplares                                                      |   |
| 1954                       | Palavras de Emmanuel                                                                                              | Emmanuel                       | –                                                                                  |   |
| 1955                       | Nos Domínios da Mediunidade                                                                                       | André Luiz                     | Tiragem de 313.000 exemplares                                                      |   |
| 1956                       | Instruções Psicofônicas                                                                                           | Espíritos diversos             | –                                                                                  |   |
| 1956                       | Fonte Viva | Emmanuel                       | Tiragem de 248.000 exemplares                                                      |   |
| 1957                       | Ação e Reação | André Luiz                     | Tiragem de 255.000 exemplares                                                      |   |
| 1957                       | Vozes do Grande Além                                                                                              | Espíritos diversos             | –                                                                                  |   |
| 1958                       | Contos e Apólogos                                                                                                 | Irmão X                        | –                                                                                  |   |
| 1958                       | Pensamento e Vida                                                                                                 | Emmanuel                       | –                                                                                  |   |
| 1959                       | Evolução em Dois Mundos                                                                                           | André Luiz                     | Primeira obra em parceria com o médium Waldo Vieira. Tiragem de 216.000 exemplares |   |
| 1960                       | Mecanismos da Mediunidade                                                                                         | André Luiz                     |                                                                                    |   |
| 1960                       | Evangelho em Casa                                                                                                 | Meimei                         | –                                                                                  |   |
| 1960                       | Religião dos Espíritos                                                                                            | Emmanuel                       | –                                                                                  |   |
| 1960                       | A Vida Escreve | Hilário Silva                  | –                                                                                  |   |
| 1961                       | Almas em Desfile                                                                                                  | Hilário Silva                  | –                                                                                  |   |
| 1961                       | Seara dos Médiuns                                                                                                 | Emmanuel                       | –                                                                                  |   |
| 1961                       | Juca Lambisca | Casimiro Cunha                 | –                                                                                  |   |
| 1961                       | O Espírito da Verdade                                                                                             | Espíritos diversos             | –                                                                                  |   |
| 1962                       | Justiça Divina | Emmanuel                       | –                                                                                  |   |
| 1962                       | Cartilha do Bem                                                                                                   | Meimei                         | –                                                                                  |   |
| 1962                       | Relicário de Luz                                                                                                  | Espíritos diversos             | –                                                                                  |   |
| 1962                       | Timbolão | Casimiro Cunha                 | –                                                                                  |   |
| 1963                       | Antologia dos Imortais                                                                                            | Espíritos diversos             | –                                                                                  |   |
| 1963                       | Ideal Espírita | Espíritos diversos             | –                                                                                  |   |
| 1963                       | Leis de Amor | Emmanuel                       | –                                                                                  |   |
| 1963                       | Opinião Espírita                                                                                                  | Emmanuel / André Luiz          | –                                                                                  |   |
| 1963                       | 1964 | Desobsessão                    | Espíritos diversos                                                                 | – |
| Contos Desta e Doutra Vida | 1964 | Irmão X                        | –                                                                                  |   |
| Livro da Esperança         | 1964 | Emmanuel                       | –                                                                                  |   |
| Dicionário da Alma         | 1964 | Espíritos diversos             | –                                                                                  |   |
| 1965                       | Trovadores do Além                                                                                                | Espíritos diversos             | –                                                                                  |   |
| 1965                       | Palavras de Vida Eterna                                                                                           | Emmanuel                       | –                                                                                  |   |
| 1965                       | Estude e Viva | Emmanuel / André Luiz          | –                                                                                  |   |
| 1965                       | O Espírito de Cornélio Pires                                                                                      | Cornélio Pires                 | –                                                                                  |   |
| 1966                       | Entre Irmãos de Outras Terras                                                                                     | Espíritos diversos             | –                                                                                  |   |
| 1966                       | Cartas e Crônicas                                                                                                 | Irmão X                        | –                                                                                  |   |
| 1966                       | Antologia Mediúnica do Natal                                                                                      | Espíritos diversos             | –                                                                                  |   |
| 1967                       | Caminho Espírita                                                                                                  | Espíritos diversos             | –                                                                                  |   |
| 1967                       | Encontro Marcado                                                                                                  | Emmanuel                       | –                                                                                  |   |
| 1967                       | No Portal da Luz                                                                                                  | Emmanuel                       | –                                                                                  |   |
| 1968                       | Trovas do Outro Mundo                                                                                             | Espíritos diversos             | –                                                                                  |   |
| 1968                       | E a Vida Continua...                                                                                              | André Luiz                     | Tiragem de 314.000 exemplares                                                      |   |
| 1968                       | Luz no Lar | Espíritos diversos             | –                                                                                  |   |
| 1969                       | À Luz da Oração                                                                                                   | Espíritos diversos             | –                                                                                  |   |
| 1969                       | Orvalho de Luz | Espíritos diversos             | –                                                                                  |   |
| 1969                       | Passos da Vida | Espíritos diversos             | –                                                                                  |   |
| 1969                       | Estante da Vida                                                                                                   | Irmão X                        | –                                                                                  |   |
| 1969                       | Alma e Coração | Emmanuel                       | –                                                                                  |   |
| 1969                       | Poetas Redivivos                                                                                                  | Espíritos diversos             | –                                                                                  |   |
| 1970                       | Idéias e Ilustrações                                                                                              | Espíritos diversos             | –                                                                                  |   |
| 1970                       | Paz e Renovação                                                                                                   | Espíritos diversos             | –                                                                                  |   |
| 1970                       | Vida e Sexo | Emmanuel                       | Tiragem de 240.000 exemplares                                                      |   |
| 1970                       | Mais Luz | Batuíra                        | –                                                                                  |   |
| 1970                       | Correio Fraterno                                                                                                  | Espíritos diversos             | –                                                                                  |   |
| 1971                       | Trovas do Mais Além                                                                                               | Espíritos diversos             | –                                                                                  |   |
| 1971                       | Benção de paz | Emmanuel                       | –                                                                                  |   |
| 1971                       | Mãe, Antologia Mediúnica                                                                                          | Espíritos diversos             | –                                                                                  |   |
| 1971                       | Antologia da Espiritualidade                                                                                      | Maria Dolores                  | –                                                                                  |   |
| 1971                       | Rumo certo | Espíritos diversos             | –                                                                                  |   |
| 1971                       | Pinga Fogo: Primeira Entrevista                                                                                   | Espíritos diversos             | –                                                                                  |   |
| 1971                       | Coragem | Espíritos diversos             | –                                                                                  |   |
| 1971                       | Sinal Verde | André Luiz                     | Tiragem de 473.500 exemplares                                                      |   |
| 1972                       | Entrevistas | Emmanuel                       | –                                                                                  |   |
| 1972                       | Chico Xavier: Dos Hippies aos Problemas do Mundo                                                                  | Espíritos diversos             | –                                                                                  |   |
| 1972                       | Através do Tempo                                                                                                  | Espíritos diversos             | –                                                                                  |   |
| 1972                       | Mãos Unidas | Emmanuel                       | –                                                                                  |   |
| 1972                       | Taça de Luz | Espíritos diversos             | –                                                                                  |   |
| 1972                       | Chico Xavier Pede Licença                                                                                         | Espíritos diversos             | –                                                                                  |   |
| 1972                       | Mãos Marcadas | Espíritos diversos             | –                                                                                  |   |
| 1972                       | Natal de Sabina                                                                                                   | Francisca Clotilde             | –                                                                                  |   |
| 1973                       | Escrínio de Luz                                                                                                   | Emmanuel                       | –                                                                                  |   |
| 1973                       | Segue-me | Emmanuel                       | –                                                                                  |   |
| 1973                       | Encontro de Paz                                                                                                   | Espíritos diversos             | –                                                                                  |   |
| 1973                       | Na era do Espírito                                                                                                | Espíritos diversos             | –                                                                                  |   |
| 1973                       | Rosas com Amor | Espíritos diversos             | –                                                                                  |   |
| 1973                       | Bezerra, Chico e Você                                                                                             | Bezerra de Menezes             | –                                                                                  |   |
| 1973                       | A vida Fala I | Neio Lúcio                     | –                                                                                  |   |
| 1973                       | A vida Fala II | Neio Lúcio                     | –                                                                                  |   |
| 1973                       | A vida Fala III                                                                                                   | Neio Lúcio                     | –                                                                                  |   |
| 1974                       | Astronautas do Além                                                                                               | Espíritos diversos             | –                                                                                  |   |
| 1974                       | Entre duas Vidas                                                                                                  | Espíritos diversos             | –                                                                                  |   |
| 1974                       | Retratos da Vida                                                                                                  | Cornélio Pires                 | –                                                                                  |   |
| 1974                       | Diálogo dos Vivos                                                                                                 | Espíritos diversos             | –                                                                                  |   |
| 1974                       | Calendário Espírita                                                                                               | Espíritos diversos             | –                                                                                  |   |
| 1974                       | Instrumentos do Tempo                                                                                             | Emmanuel                       | –                                                                                  |   |
| 1975                       | Respostas da Vida                                                                                                 | André Luiz                     | –                                                                                  |   |
| 1975                       | Jovens no Além | Espíritos diversos             | –                                                                                  |   |
| 1975                       | Conversa Firme | Cornélio Pires                 | –                                                                                  |   |
| 1975                       | A Terra e o Semeador                                                                                              | Emmanuel                       | –                                                                                  |   |
| 1975                       | Chão de Flores | Espíritos diversos             | –                                                                                  |   |
| 1975                       | Caminhos de Volta                                                                                                 | Espíritos diversos             | –                                                                                  |   |
| 1976                       | O Esperanto como Revelação                                                                                        | Francisco V. Lorenz            | –                                                                                  |   |
| 1976                       | Busca e Acharás                                                                                                   | Emmanuel / André Luiz          | –                                                                                  |   |
| 1976                       | Amanhece | Espíritos diversos             | –                                                                                  |   |
| 1976                       | Recanto de Paz | Espíritos diversos             | –                                                                                  |   |
| 1976                       | Deus Sempre | Emmanuel                       | –                                                                                  |   |
| 1976                       | Somos Seis | Espíritos diversos             | –                                                                                  |   |
| 1976                       | Tintino… o Espetáculo Continua                                                                                    | Francisca Clotilde             | –                                                                                  |   |
| 1976                       | Auta de Souza | Auta de Souza                  | –                                                                                  |   |
| 1977                       | Crianças no Além                                                                                                  | Marcos                         | –                                                                                  |   |
| 1977                       | Baú de Casos | Cornélio Pires                 | –                                                                                  |   |
| 1977                       | Amizade | Meimei                         | –                                                                                  |   |
| 1977                       | Companheiro | Emmanuel                       | Tiragem de 223.000 exemplares                                                      |   |
| 1977                       | Maria Dolores | Maria Dolores                  | –                                                                                  |   |
| 1977                       | Momentos de Ouro                                                                                                  | Espíritos diversos             | –                                                                                  |   |
| 1977                       | Amor e Luz | Emmanuel / Espíritos diversos  | –                                                                                  |   |
| 1977                       | Coisas deste Mundo                                                                                                | Cornélio Pires                 | –                                                                                  |   |
| 1977                       | Chico Xavier em Goiânia                                                                                           | Emmanuel                       | –                                                                                  |   |
| 1977                       | Luz Bendita | Emmanuel / Espíritos diversos  | –                                                                                  |   |
| 1978                       | Amor sem Adeus | Walter Peronne                 | –                                                                                  |   |
| 1978                       | Recados do Além                                                                                                   | Emmanuel                       | –                                                                                  |   |
| 1978                       | Enxugando Lágrimas                                                                                                | Espíritos diversos             | –                                                                                  |   |
| 1978                       | Coração e Vida | Maria Dolores                  | –                                                                                  |   |
| 1978                       | Caridade | Espíritos diversos             | –                                                                                  |   |
| 1978                       | Na hora do Testemunho                                                                                             | Espíritos diversos             | –                                                                                  |   |
| 1978                       | Assim Vencerás | Emmanuel                       | –                                                                                  |   |
| 1978                       | Falou e Disse | Augusto Cezar Netto            | –                                                                                  |   |
| 1978                       | Somente Amor | Maria Dolores / Meimei         | –                                                                                  |   |
| 1979                       | Inspiração | Emmanuel                       | –                                                                                  |   |
| 1979                       | Tempo de Luz | Espíritos diversos             | –                                                                                  |   |
| 1979                       | Encontros no Tempo                                                                                                | Espíritos diversos             | –                                                                                  |   |
| 1979                       | Marcas do Caminho                                                                                                 | Espíritos diversos             | –                                                                                  |   |
| 1979                       | Janela para a Vida                                                                                                | Espíritos diversos             | –                                                                                  |   |
| 1979                       | Amigo | Emmanuel                       | –                                                                                  |   |
| 1979                       | Calma | Emmanuel                       | –                                                                                  |   |
| 1979                       | Claramente Vivos                                                                                                  | Espíritos diversos             | –                                                                                  |   |
| 1979                       | Antologia das Criança                                                                                             | Espíritos diversos             | –                                                                                  |   |
| 1979                       | Ceifa de Luz | Emmanuel                       | –                                                                                  |   |
| 1980                       | Sinais de Rumo | Espíritos diversos             | –                                                                                  |   |
| 1980                       | Vida em Vida | Espíritos diversos             | –                                                                                  |   |
| 1980                       | Gaveta de Esperança                                                                                               | Laurinho                       | –                                                                                  |   |
| 1980                       | Algo Mais | Emmanuel                       | –                                                                                  |   |
| 1980                       | Livro de Respostas                                                                                                | Emmanuel                       | –                                                                                  |   |
| 1980                       | Urgência | Emmanuel                       | –                                                                                  |   |
| 1980                       | Irma Vera Cruz | Vera Cruz                      | –                                                                                  |   |
| 1980                       | A Vida Conta | Maria Dolores                  | –                                                                                  |   |
| 1980                       | Momentos de Paz                                                                                                   | Emmanuel                       | –                                                                                  |   |
| 1980                       | Pronto-Socorro | Emmanuel                       | –                                                                                  |   |
| 1980                       | Deus Aguarda | Meimei                         | –                                                                                  |   |
| 1980                       | Irmão | Emmanuel                       | –                                                                                  |   |
| 1980                       | Notícias do Além                                                                                                  | Espíritos diversos             | –                                                                                  |   |
| 1980                       | Vida no Além | Espíritos diversos             | –                                                                                  |   |
| 1981                       | Feliz Regresso | Espíritos diversos             | –                                                                                  |   |
| 1981                       | Caminhos | Emmanuel                       | –                                                                                  |   |
| 1981                       | Aulas da Vida | Espíritos diversos             | –                                                                                  |   |
| 1981                       | Augusto Vive | Augusto Cezar Netto            | –                                                                                  |   |
| 1981                       | Viajores da Luz                                                                                                   | Espíritos diversos             | –                                                                                  |   |
| 1981                       | Eles Voltaram | Espíritos diversos             | –                                                                                  |   |
| 1981                       | Rumos da Vida | Espíritos diversos             | –                                                                                  |   |
| 1981                       | Família | Espíritos diversos             | –                                                                                  |   |
| 1981                       | Intervalos | Emmanuel                       | –                                                                                  |   |
| 1981                       | Linha 200 | Emmanuel                       | –                                                                                  |   |
| 1981                       | Atenção | Emmanuel                       | –                                                                                  |   |
| 1981                       | Paz e Alegria | Espíritos diversos             | –                                                                                  |   |
| 1981                       | Vivendo Sempre | Espíritos diversos             | –                                                                                  |   |
| 1982                       | Seara da Fé | Espíritos diversos             | –                                                                                  |   |
| 1982                       | Nascer e Renascer                                                                                                 | Emmanuel                       | –                                                                                  |   |
| 1982                       | Quem São | Espíritos diversos             | –                                                                                  |   |
| 1982                       | Mais Vida | Espíritos diversos             | –                                                                                  |   |
| 1982                       | Reencontros | Espíritos diversos             | –                                                                                  |   |
| 1982                       | Filhos Voltando                                                                                                   | Espíritos diversos             | –                                                                                  |   |
| 1982                       | Sentinelas da Alma                                                                                                | Meimei                         | –                                                                                  |   |
| 1982                       | Palavras do Coração                                                                                               | Meimei                         | –                                                                                  |   |
| 1982                       | Adeus Solidão | Espíritos diversos             | –                                                                                  |   |
| 1982                       | Praça da Amizade                                                                                                  | Espíritos diversos             | –                                                                                  |   |
| 1982                       | Gabriel | Gabriel                        | –                                                                                  |   |
| 1982                       | Entes Queridos | Espíritos diversos             | –                                                                                  |   |
| 1982                       | Lealdade | Maurício G. Henrique           | –                                                                                  |   |
| 1982                       | Seguindo Juntos                                                                                                   | Espíritos diversos             | –                                                                                  |   |
| 1982                       | Endereços da Paz                                                                                                  | André Luiz                     | –                                                                                  |   |
| 1983                       | Material de Construção                                                                                            | Emmanuel                       | –                                                                                  |   |
| 1983                       | Presença de Laurinho                                                                                              | Laurinho                       | –                                                                                  |   |
| 1983                       | Estamos no Além                                                                                                   | Espíritos diversos             | –                                                                                  |   |
| 1983                       | Venceram | Espíritos diversos             | –                                                                                  |   |
| 1983                       | Ninguém Morre | Espíritos diversos             | –                                                                                  |   |
| 1983                       | Paciência | Emmanuel                       | –                                                                                  |   |
| 1983                       | Diário de Bençãos                                                                                                 | Cristiane                      | –                                                                                  |   |
| 1983                       | A Ponte | Emmanuel                       | –                                                                                  |   |
| 1983                       | Antenas de Luz | Laurinho                       | –                                                                                  |   |
| 1983                       | Recados da Vida                                                                                                   | Espíritos diversos             | –                                                                                  |   |
| 1983                       | E o Amor Continua                                                                                                 | Espíritos diversos             | –                                                                                  |   |
| 1983                       | Mensagens que Confortam                                                                                           | Ricardo Tadeu                  | –                                                                                  |   |
| 1983                       | Mais Perto | Emmanuel                       | –                                                                                  |   |
| 1983                       | Cidade no Além | André Luiz / Lucios            | –                                                                                  |   |
| 1983                       | Caminhos do Amor                                                                                                  | Maria Dolores                  | –                                                                                  |   |
| 1983                       | Correio do Além                                                                                                   | Espíritos diversos             | –                                                                                  |   |
| 1983                       | Os dois Maiores Amores                                                                                            | Espíritos diversos             | –                                                                                  |   |
| 1983                       | Vida Nossa Vida                                                                                                   | Espíritos diversos             | –                                                                                  |   |
| 1983                       | Paz | Emmanuel                       | –                                                                                  |   |
| 1984                       | Entender Conversando                                                                                              | Emmanuel                       | –                                                                                  |   |
| 1984                       | Tempo e Amor | Espíritos diversos             | –                                                                                  |   |
| 1984                       | Quando se Pretende Falar da Vida                                                                                  | Roberto Muszkat                | –                                                                                  |   |
| 1984                       | Humorismo no Além                                                                                                 | Espíritos diversos             | –                                                                                  |   |
| 1984                       | Tocando o Barco                                                                                                   | Emmanuel                       | –                                                                                  |   |
| 1984                       | Convivência | Emmanuel                       | –                                                                                  |   |
| 1984                       | Sorrir e Pensar                                                                                                   | Espíritos diversos             | –                                                                                  |   |
| 1984                       | Confia e Segue | Emmanuel                       | –                                                                                  |   |
| 1984                       | Momentos de Encontro                                                                                              | Rosângela                      | –                                                                                  |   |
| 1984                       | Alma e Vida | Maria Dolores                  | –                                                                                  |   |
| 1984                       | Retornaram Contando                                                                                               | Espíritos diversos             | –                                                                                  |   |
| 1984                       | Presença de Luz                                                                                                   | Augusto Cezar Netto            | –                                                                                  |   |
| 1984                       | Agora é o Tempo                                                                                                   | Emmanuel                       | –                                                                                  |   |
| 1984                       | Horas de Luz | Espíritos diversos             | –                                                                                  |   |
| 1984                       | Hoje | Emmanuel                       | –                                                                                  |   |
| 1984                       | Fé | Espíritos diversos             | –                                                                                  |   |
| 1984                       | Bastão de Arrimo                                                                                                  | William                        | –                                                                                  |   |
| 1984                       | Novamente em Casa                                                                                                 | Espíritos diversos             | –                                                                                  |   |
| 1984                       | Flores de Outono                                                                                                  | Jésus Gonçalves                | –                                                                                  |   |
| 1985                       | Viajor | Emmanuel                       | –                                                                                  |   |
| 1985                       | Loja de Alegria                                                                                                   | Jair Presente                  | –                                                                                  |   |
| 1985                       | Esperança e Vida                                                                                                  | Espíritos diversos             | –                                                                                  |   |
| 1985                       | Espera Servindo                                                                                                   | Emmanuel                       | –                                                                                  |   |
| 1985                       | Neste Instante | Emmanuel                       | –                                                                                  |   |
| 1985                       | Educandário de Luz                                                                                                | Espíritos diversos             | –                                                                                  |   |
| 1985                       | Tão Fácil | Espíritos diversos             | –                                                                                  |   |
| 1985                       | Amor e Saudade | Espíritos diversos             | –                                                                                  |   |
| 1985                       | Caravana de Amor                                                                                                  | Espíritos diversos             | –                                                                                  |   |
| 1985                       | Joia | Emmanuel                       | –                                                                                  |   |
| 1985                       | Bazar da Vida | Jair Presente                  | –                                                                                  |   |
| 1985                       | Monte Acima | Emmanuel                       | –                                                                                  |   |
| 1985                       | Viajaram Mais Cedo                                                                                                | Espíritos diversos             | –                                                                                  |   |
| 1985                       | Juntos Venceremos                                                                                                 | Espíritos diversos             | –                                                                                  |   |
| 1985                       | Nós | Emmanuel                       | –                                                                                  |   |
| 1986                       | Festa de Paz | Espíritos diversos             | –                                                                                  |   |
| 1986                       | Dinheiro | Emmanuel                       | –                                                                                  |   |
| 1986                       | Mediunidade e Sintonia                                                                                            | Emmanuel                       | –                                                                                  |   |
| 1986                       | Luz e Vida | Emmanuel                       | –                                                                                  |   |
| 1986                       | Agência de Notícias                                                                                               | Jair Presente                  | –                                                                                  |   |
| 1986                       | Crer e Agir | Emmanuel / Irmão José          | –                                                                                  |   |
| 1986                       | Abrigo | Emmanuel                       | –                                                                                  |   |
| 1986                       | O Essencial | Emmanuel                       | –                                                                                  |   |
| 1986                       | Apelos Cristãos                                                                                                   | Bezerra de Menezes             | –                                                                                  |   |
| 1986                       | Reconforto | Emmanuel                       | –                                                                                  |   |
| 1986                       | Ponto de Encontro                                                                                                 | Jair Presente                  | –                                                                                  |   |
| 1986                       | Apostilas da Vida                                                                                                 | André Luiz                     | –                                                                                  |   |
| 1986                       | Canais da Vida | Emmanuel                       | –                                                                                  |   |
| 1987                       | Jesus em Nós | Emmanuel                       | –                                                                                  |   |
| 1987                       | Estrelas no Chão                                                                                                  | Espíritos diversos             | –                                                                                  |   |
| 1987                       | Vozes da Outra Margem                                                                                             | Espíritos diversos             | –                                                                                  |   |
| 1987                       | Estradas e Destino                                                                                                | Espíritos diversos             | –                                                                                  |   |
| 1987                       | Visão Nova | Espíritos diversos             | –                                                                                  |   |
| 1987                       | Resgate e Amor | Tiaminho                       | –                                                                                  |   |
| 1987                       | Vitória | Espíritos diversos             | –                                                                                  |   |
| 1987                       | Sementes de Luz                                                                                                   | Espíritos diversos             | –                                                                                  |   |
| 1987                       | Intercâmbio do Bem                                                                                                | Espíritos diversos             | –                                                                                  |   |
| 1987                       | Tende Bom Ânimo                                                                                                   | Espíritos diversos             | –                                                                                  |   |
| 1987                       | Doutrina e Vida                                                                                                   | Espíritos diversos             | –                                                                                  |   |
| 1987                       | Esperança e Alegria                                                                                               | Espíritos diversos             | –                                                                                  |   |
| 1987                       | Fonte de Paz | Emmanuel                       | –                                                                                  |   |
| 1987                       | Trevo de Idéias                                                                                                   | Emmanuel                       | –                                                                                  |   |
| 1987                       | Hora Certa | Emmanuel                       | –                                                                                  |   |
| 1987                       | Ação e Caminho | Emmanuel / André Luiz          | –                                                                                  |   |
| 1987                       | Palavras de Coragem                                                                                               | Espíritos diversos             | –                                                                                  |   |
| 1987                       | Temas da Vida | Espíritos diversos             | –                                                                                  |   |
| 1987                       | Brilhe Vossa Luz                                                                                                  | Espíritos diversos             | –                                                                                  |   |
| 1987                       | Escultores de Almas                                                                                               | Espíritos diversos             | –                                                                                  |   |
| 1988                       | Plantão da Paz | Emmanuel                       | –                                                                                  |   |
| 1988                       | Vida Além da Vida                                                                                                 | Lineu de Paula Leão Jr.        | –                                                                                  |   |
| 1988                       | Lar: Oficina, Esperança e Trabalho                                                                                | Espíritos diversos             | –                                                                                  |   |
| 1988                       | Cura | Espíritos diversos             | –                                                                                  |   |
| 1988                       | Palco Iluminado                                                                                                   | Jair Presente                  | –                                                                                  |   |
| 1988                       | Comandos do Amor                                                                                                  | Espíritos diversos             | –                                                                                  |   |
| 1988                       | Roseiral de Luz                                                                                                   | Espíritos diversos             | –                                                                                  |   |
| 1988                       | Relatos da Vida                                                                                                   | Irmão X                        | –                                                                                  |   |
| 1988                       | Alvorada do Reino                                                                                                 | Emmanuel                       | –                                                                                  |   |
| 1988                       | Páginas de Fé | Espíritos diversos             | –                                                                                  |   |
| 1988                       | Gratidão e Paz | Espíritos diversos             | –                                                                                  |   |
| 1988                       | Assembléia de Luz                                                                                                 | Espíritos diversos             | –                                                                                  |   |
| 1988                       | Corações Renovados                                                                                                | Espíritos diversos             | –                                                                                  |   |
| 1988                       | Construção do Amor                                                                                                | Emmanuel                       | –                                                                                  |   |
| 1988                       | Irmãos Unidos | Espíritos diversos             | –                                                                                  |   |
| 1988                       | Escola no Além | Cláudia P. Galasse             | –                                                                                  |   |
| 1989                       | Indulgência | Emmanuel                       | –                                                                                  |   |
| 1989                       | Fotos da Vida | Augusto Cezar Netto            | –                                                                                  |   |
| 1989                       | Confia e Serve | Espíritos diversos             | –                                                                                  |   |
| 1989                       | Aceitação e Vida                                                                                                  | Margarida Soares               | –                                                                                  |   |
| 1989                       | Doutrina e Aplicação                                                                                              | Espíritos diversos             | –                                                                                  |   |
| 1989                       | Servidores no Além                                                                                                | Espíritos diversos             | –                                                                                  |   |
| 1989                       | Refúgio | Emmanuel                       | –                                                                                  |   |
| 1989                       | Histórias e Anotações                                                                                             | Irmão X                        | –                                                                                  |   |
| 1989                       | Fé, Paz e Amor | Emmanuel                       | –                                                                                  |   |
| 1989                       | Semeador em Tempos Novos                                                                                          | Emmanuel                       | –                                                                                  |   |
| 1989                       | Rapidinho | Jair Presente                  | –                                                                                  |   |
| 1990                       | Porto de Alegria                                                                                                  | Espíritos diversos             | –                                                                                  |   |
| 1990                       | Sentinelas da Luz                                                                                                 | Espíritos diversos             | –                                                                                  |   |
| 1990                       | Perante Jesus | Emmanuel                       | –                                                                                  |   |
| 1990                       | Pétalas da Primavera                                                                                              | Espíritos diversos             | –                                                                                  |   |
| 1990                       | Doutrina de Luz                                                                                                   | Emmanuel                       | –                                                                                  |   |
| 1990                       | A Semente de Mostarda                                                                                             | Emmanuel                       | –                                                                                  |   |
| 1990                       | Trilha de Luz | Emmanuel                       | –                                                                                  |   |
| 1990                       | Alma e Luz | Emmanuel                       | –                                                                                  |   |
| 1990                       | Excursão de Paz                                                                                                   | Espíritos diversos             | –                                                                                  |   |
| 1990                       | Harmonização | Emmanuel                       | –                                                                                  |   |
| 1990                       | Vereda de Luz | Espíritos diversos             | –                                                                                  |   |
| 1990                       | Moradias de Luz                                                                                                   | Espíritos diversos             | –                                                                                  |   |
| 1990                       | Ante o Futuro | Espíritos diversos             | –                                                                                  |   |
| 1990                       | Continuidade | Espíritos diversos             | –                                                                                  |   |
| 1990                       | Dádivas de Amor                                                                                                   | Maria Dolores                  | –                                                                                  |   |
| 1990                       | A Verdade Responde                                                                                                | Emmanuel / André Luiz          | –                                                                                  |   |
| 1991                       | Fulgor no Entardecer                                                                                              | Espíritos diversos             | –                                                                                  |   |
| 1991                       | Queda e Ascensão da Casa dos Benefícios                                                                           | Bezerra de Menezes             | –                                                                                  |   |
| 1991                       | Ação, Vida e Luz                                                                                                  | Espíritos diversos             | –                                                                                  |   |
| 1991                       | Assuntos da Vida e da Morte                                                                                       | Espíritos diversos             | –                                                                                  |   |
| 1991                       | Carmelo Grisi, Ele Mesmo                                                                                          | Carmelo Grisi                  | –                                                                                  |   |
| 1992                       | Novo Mundo | Emmanuel                       | –                                                                                  |   |
| 1992                       | Doações de Amor                                                                                                   | Espíritos diversos             | –                                                                                  |   |
| 1992                       | Pérolas de Luz | Emmanuel                       | –                                                                                  |   |
| 1992                       | Levantar e Seguir                                                                                                 | Emmanuel                       | –                                                                                  |   |
| 1992                       | Luz no Caminho | Emmanuel                       | –                                                                                  |   |
| 1992                       | Chico Xavier, Uma Vida de Amor                                                                                    | Emmanuel                       | –                                                                                  |   |
| 1992                       | Uma Vida de Amor e Caridade                                                                                       | Espíritos diversos             | –                                                                                  |   |
| 1992                       | Centelhas | Emmanuel                       | –                                                                                  |   |
| 1992                       | Estamos Vivos | Espíritos diversos             | –                                                                                  |   |
| 1993                       | Tesouro de Alegria                                                                                                | Espíritos diversos             | –                                                                                  |   |
| 1993                       | Semente | Emmanuel                       | –                                                                                  |   |
| 1993                       | Chico Xavier, Mandato de Amor                                                                                     | Espíritos diversos             | –                                                                                  |   |
| 1993                       | Migalha | Emmanuel                       | –                                                                                  |   |
| 1993                       | Revelação | Jair Presente                  | –                                                                                  |   |
| 1993                       | O Ligeirinho | Emmanuel                       | –                                                                                  |   |
| 1993                       | Bençãos de Amor                                                                                                   | Espíritos diversos             | –                                                                                  |   |
| 1993                       | Gotas de Paz | Emmanuel                       | –                                                                                  |   |
| 1993                       | Mentores e Seareiros                                                                                              | Espíritos diversos             | –                                                                                  |   |
| 1993                       | Tempo e Nós | Emmanuel / André Luiz          | –                                                                                  |   |
| 1993                       | Compaixão | Emmanuel                       | –                                                                                  |   |
| 1993                       | A Volta | Espíritos diversos             | –                                                                                  |   |
| 1993                       | As Palavras Cantam                                                                                                | Carlos Augusto                 | –                                                                                  |   |
| 1993                       | Esperança e Luz                                                                                                   | Espíritos diversos             | –                                                                                  |   |
| 1993                       | Preito de Amor | Espíritos diversos             | –                                                                                  |   |
| 1993                       | Abençoa Sempre | Espíritos diversos             | –                                                                                  |   |
| 1994                       | Pássaros Humanos                                                                                                  | Espíritos diversos             | –                                                                                  |   |
| 1994                       | Viveremos Sempre                                                                                                  | Espíritos diversos             | –                                                                                  |   |
| 1994                       | Dádivas Espirituais                                                                                               | Espíritos diversos             | –                                                                                  |   |
| 1994                       | União em Jesus | Espíritos diversos             | –                                                                                  |   |
| 1994                       | Momento | Emmanuel                       | –                                                                                  |   |
| 1994                       | Vida e Caminho | Espíritos diversos             | –                                                                                  |   |
| 1994                       | Antologia da Paz                                                                                                  | Espíritos diversos             | –                                                                                  |   |
| 1995                       | Pingo de Luz | Carlos Augusto                 | –                                                                                  |   |
| 1995                       | Renascimento Espiritual                                                                                           | Espíritos diversos             | –                                                                                  |   |
| 1995                       | Antologia da Caridade                                                                                             | Espíritos diversos             | –                                                                                  |   |
| 1995                       | Notas do Mais Além                                                                                                | Espíritos diversos             | –                                                                                  |   |
| 1995                       | Indicações do Caminho                                                                                             | Carlos Augusto                 | –                                                                                  |   |
| 1995                       | Recados da Vida Maior                                                                                             | Espíritos diversos             | –                                                                                  |   |
| 1995                       | Palavras de Chico Xavier                                                                                          | Emmanuel                       | –                                                                                  |   |
| 1995                       | Anotações da Mediunidade                                                                                          | Emmanuel                       | –                                                                                  |   |
| 1995                       | Plantão de Respostas: Pinga Fogo II                                                                               | Emmanuel                       | –                                                                                  |   |
| 1995                       | Elenco de Familiares                                                                                              | Espíritos diversos             | –                                                                                  |   |
| 1995                       | Antologia da Juventude                                                                                            | Espíritos diversos             | –                                                                                  |   |
| 1995                       | Antologia da Amizade                                                                                              | Emmanuel                       | –                                                                                  |   |
| 1995                       | Sínteses Doutrinárias                                                                                             | Espíritos diversos             | –                                                                                  |   |
| 1995                       | Antologia da Esperança                                                                                            | Espíritos diversos             | –                                                                                  |   |
| 1995                       | Antologia do Caminho                                                                                              | Espíritos diversos             | –                                                                                  |   |
| 1996                       | Doutrina Escola                                                                                                   | Espíritos diversos             | –                                                                                  |   |
| 1996                       | Saudação do Natal                                                                                                 | Espíritos diversos             | –                                                                                  |   |
| 1996                       | Paz e Amor | Cornélio Pires                 | –                                                                                  |   |
| 1996                       | Alma do Povo | Cornélio Pires                 | –                                                                                  |   |
| 1996                       | Paz e Libertação                                                                                                  | Espíritos diversos             | –                                                                                  |   |
| 1996                       | Novos Horizontes                                                                                                  | Espíritos diversos             | –                                                                                  |   |
| 1996                       | Oferta de Amigo                                                                                                   | Cornélio Pires                 | –                                                                                  |   |
| 1996                       | Degraus da Vida                                                                                                   | Cornélio Pires                 | –                                                                                  |   |
| 1997                       | Toques da Vida | Cornélio Pires                 | –                                                                                  |   |
| 1997                       | Pedaços da Vida                                                                                                   | Cornélio Pires                 | –                                                                                  |   |
| 1997                       | Trovas do Coração                                                                                                 | Cornélio Pires                 | –                                                                                  |   |
| 1997                       | Traços de Chico Xavier                                                                                            | Espíritos diversos             | –                                                                                  |   |
| 1997                       | Senda para Deus                                                                                                   | Espíritos diversos             | –                                                                                  |   |
| 1997                       | Caminhos da Fé | Cornélio Pires                 | –                                                                                  |   |
| 1997                       | Caminhos da Vida                                                                                                  | Cornélio Pires                 | –                                                                                  |   |
| 1997                       | Pétalas da Vida                                                                                                   | Cornélio Pires                 | –                                                                                  |   |
| 1998                       | Caminho Iluminado                                                                                                 | Emmanuel                       | –                                                                                  |   |
| 1998                       | Agenda de Luz | Espíritos diversos             | –                                                                                  |   |
| 1999                       | Escada de Luz | Espíritos diversos             | –                                                                                  |   |
| 1999                       | Canteiro de Idéias                                                                                                | Espíritos diversos             | –                                                                                  |   |
| 1999                       | Trovas da Vida | Cornélio Pires                 | –                                                                                  |   |
| 1999                       | Perdão e Vida | Espíritos diversos             | –                                                                                  |   |
| 1999                       | Viagens Sem Adeus                                                                                                 | Cláudio R. Nascimento          | –                                                                                  |   |
| 2001                       | Amor e Verdade | Espíritos diversos             | –                                                                                  |   |
| 2003                       | Tudo Virá a Seu Tempo                                                                                             | Elcio Tumenas                  | –                                                                                  |   |
| 2004                       | Missão Cumprida                                                                                                   | Espíritos diversos             | –                                                                                  |   |
| 2004                       | Realmente | Espíritos diversos             | –                                                                                  |   |
| 2004                       | Chico Xavier Inédito: Psicografias Ainda não Publicadas                                                           | Espíritos diversos             | –                                                                                  |   |
| 2005                       | A morte É Simples Mudança                                                                                         | Flávio Mussa Tavares           | –                                                                                  |   |
| 2006                       | Sementeira de Luz                                                                                                 | Neio Lúcio                     | –                                                                                  |   |
| 2006                       | Mensagens de Inês de Castro                                                                                       | Inês de Castro                 | –                                                                                  |   |
| 2006                       | Do Outro Lado da Vida                                                                                             | Paulo Henrique Bresciane       | –                                                                                  |   |
| 2007                       | Abençoando Nosso Brasil                                                                                           | Espíritos diversos             | –                                                                                  |   |
| 2007                       | Deus Conosco | Emmanuel                       | –                                                                                  |   |
| 2007                       | Um Amor, Muitas Vidas: As Revelações de Chico Xavier e César Burnier Sobre as Reencarnações na Revolução Francesa | Chico Xavier / César Burnier   | Autor: Jorge Damas Martins                                                         |   |
| 2008                       | Militares no Além                                                                                                 | Espíritos diversos             | –                                                                                  |   |